# کوپاکابانا

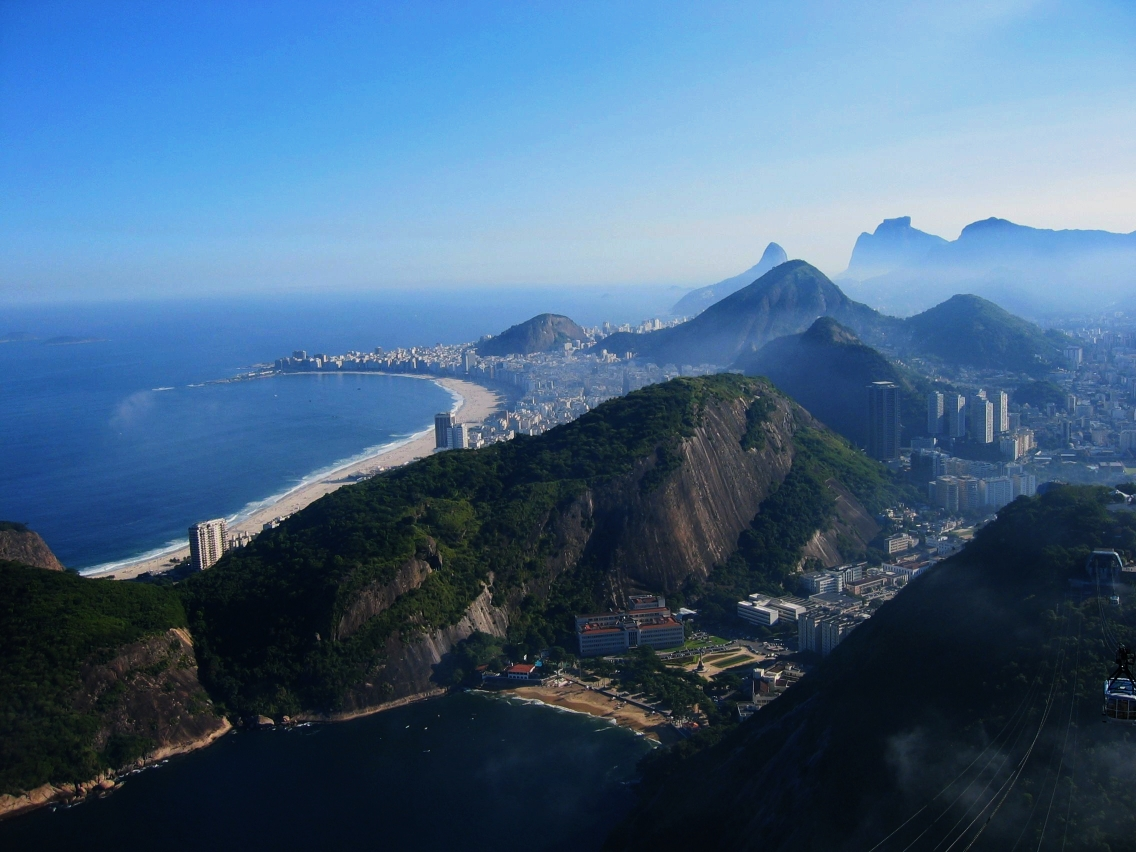
چشم‌انداز کوپاکابانا از بالای کوه کله‌قند.

کوپاکابانا (به زبان پرتغالی: Copacabana) منطقه‌ای است در ناحیه جنوبی شهر ریو دو ژانیروی برزیل. کوپاکابانا بخاطر پلاژ ۴ کیلومتری خود شهرت دارد.